# La vergine dei ghiacci
La vergine dei ghiacci è una fiaba dello scrittore e poeta danese Hans Christian Andersen, composta nel 1861, verso la fine della carriera dell'autore, e pubblicata per la prima volta in lingua inglese due anni dopo.

## Trama
Viene narrata la vita di Rudy, un ragazzo che, avendo perduto entrambi i genitori, deve andare ad abitare insieme ad uno zio. La madre del giovane è rimasta uccisa cadendo in un crepaccio mentre stava tenendo in braccio Rudy, che poi è stato salvato attraverso un bacio della fanciulla dei ghiacci.
Lungo tutto il corso dell'esistenza del bel Rudy, la giovane vergine dei ghiacci rimane incrollabile e fermamente protesa nei suoi tentativi di conquistarlo. Divenuto adulto, Rudy incontra e s'innamora di una ragazza benestante di nome Babette e stanno quasi per sposarsi quando la fanciulla di ghiaccio riesce finalmente a vincere il suo cuore.
Rudy annega la notte prima del matrimonio; può così esser fatto re e consorte della vergine dei ghiacci.

## Storia editoriale
La storia è stata pubblicata per la prima volta il 25 novembre 1861 in Nye Eventyr og Historier. Anden Række. Anden Samling. 1862.
In Italia è apparsa per la prima volta nel 1927 nel volume La regina delle nevi, con il titolo La fanciulla dei ghiacciai, in una traduzione dal francese basata sul volume Contes Danois del 1873.

## Adattamenti
Gli episodi 37, 38 e 39 della serie TV anime Le fiabe di Andersen (1971) sono un adattamento di questo racconto.